# Светят звёзды
«Светят звёзды» — двадцать четвёртый студийный альбом российской певицы Надежды Кадышевой и ансамбля «Золотое кольцо», выпущенный 8 октября 2013 года на лейбле «Квадро-Диск». В альбом включено двенадцать песен, написанных, в основном, авторами Евгением Муравьёвым и Александром Костюком, а также популярная песня военных лет «На поле танки грохотали» в новой аранжировке.

## Отзывы критиков
Рецензент портала «Мирмэджи» дал негативную оценку альбому, написав, что альбом представляет собой сплошной попсовый бит с партиями волынок, жалеек, гармошек и прочих фолк-инструментов, а ни одна из песен не имеет фирменного стиля. По мнению рецензента, Александр Костюк, пишет всю музыку и выбирает тексты, считает, что публика приходящая на концерты «Золотого кольца» жаждет исключительных плясок и безудержного клоунского веселья. Резюмируя, он отметил, что Надежда Кадышева полностью ушла из народной музыки и стала эстрадной певицей, со всеми вытекающими последствиями, а произошедшие изменения его не обрадовали.

## Список композиций
| №   | Название                  | Текст песни      | Музыка           | Длительность |
| --- | ------------------------- | ---------------- | ---------------- | ------------ |
| 1.  | «Светят звёзды»           | Евгений Муравьёв | Александр Костюк | 2:24         |
| 2.  | «Ты меня ждёшь»           | Евгений Муравьёв | Александр Костюк | 2:43         |
| 3.  | «Полночь»                 | Михаил Гуцериев  | Александр Костюк | 3:24         |
| 4.  | «Солнце в небе»           | Евгений Муравьёв | Александр Костюк | 2:34         |
| 5.  | «Эх, зима»                | Евгений Муравьёв | Александр Костюк | 2:11         |
| 6.  | «Небо пополам»            | Евгений Муравьёв | Александр Костюк | 3:18         |
| 7.  | «Красивая»                | Евгений Муравьёв | Александр Костюк | 3:28         |
| 8.  | «Я останусь с тобой»      | Евгений Муравьёв | Александр Костюк | 3:05         |
| 9.  | «Лети»                    | Евгений Муравьёв | Александр Костюк | 2:54         |
| 10. | «Фантазии»                | Александр Костюк | Александр Костюк | 3:15         |
| 11. | «Моя сладкая боль»        | Михаил Гуцериев  | Александр Костюк | 2:46         |
| 12. | «На поле танки грохотали» | Вольт Суслов     | Георгий Портнов  | 3:10         |

## Участники записи
- Надежда Кадышева — вокал
- Александр Костюк — художественный руководитель
- Дмитрий Фомин — выпускающий продюсер